# Danville (Indiana)
Danville ist eine Town im Hendricks County im Bundesstaat Indiana in den USA.  Die Stadt ist Verwaltungssitz von Hendricks County.

## Bevölkerung
Nach der Volkszählung in den USA im Jahre 2010 betrug die Bevölkerung der Stadt 9001 Einwohner, verteilt auf 3344 Haushalte und 2398 Familien. 96,8 % der Bevölkerung sind Weiße, 1,8 % Latinos, 0,8 % Afroamerikaner, 0,4 % Asiaten, 0,2 % Indianer, die restliche Bevölkerung gehört anderen Rassen an.

## Historisches Museum von Hendricks County
Das Hendricks County Historical Museum befindet sich im früheren Sheriffbüro und Gefängnis in der 170 South Washington Street. Das Gebäude wurde 1886 erbaut und diente bis 1974 als Bezirksgefängnis. Das zweigeschossige Bauwerk ist das einzig verbliebene Beispiel des Architekturstils des Second Empire im Hendricks County im National Register of Historic Places aufgeführt. Dieser Baustil war in der Zeit nach dem Amerikanischen Bürgerkrieg beliebt, er benutzt eine zentrale Säule und ein Mansarddach als bestimmendes Element. Die Sammlung des Museums enthält Ausstellungsstücke des alltäglichen Lebens, der Landwirtschaft, der militärischen Geschichte, der Bildung und andere Gegenstände aus der Vergangenheit des County. Ebenso enthalten sind Ausstellungsstücke aus der Geschichte des Indiana Central Normal College (später: Canterbury College), welches sich von 1878 bis 1951 in Danville befand.

## Bildung
Danville Community School Corporation, die für Danville zuständige Schulbehörde, betreibt folgende Einrichtungen: 
- Danville Community High School, eine Gesamtschule für die Jahrgangsstufen 9 bis 12
- Danville Middle School, eine Mittelschule für die Jahrgangsstufen 5 bis 8
- South Elementary School, eine Grundschule für die Jahrgangsstufen 1 bis 4
- North Elementary School, eine Grundschule für die Jahrgangsstufen 1 bis 4
- Opportunity House, eine Einrichtung für Schülerinnen und Schüler der Jahrgangsstufen 6 bis 12, die besonderer erzieherischer Aufmerksamkeit bedürfen.

Das Maskottchen der Danville Community Schools ist ein Krieger mit indianischer Bekleidung. Die Schulfarben sind Purpur und Grau.

## Söhne und Töchter der Stadt
- Sam Thompson (1860–1922), Baseballspieler
- John Millikin (1888–1970), Generalmajor der United States Army